# Biennale dell'Immagine in Movimento di Ginevra
La Biennale dell'Immagine in Movimento, (francese: Biennale de l'image en mouvement, acronimo: BIM) è un festival dedicato a videoarte, cinema, cortometraggi, digital art, new media, live media che si è svolto annualmente a Ginevra, in Svizzera, dal 1985 e sospeso nel 2007.

## Storia

### 1985-2007
La Biennale dell'Immagine in Movimento nasce nel 1985 con il nome di International Video Week ad opera del Centre pour l'image contemporaine (CIC). Il nome cambiò nel 1999. Fu il primo festival di video e film della Svizzera ed attualmente è uno dei più antichi d'Europa. Il festival fu sospeso quando il Consiglio comunale di Ginevra trasferì il fondo a questo destinati all'attuale Batiment d’Art Contemporain (BAC)

### 2014
Nel 2014, con il trasferimento del festival sotto la direzione esecutiva del CAC, il festival riapre con una nuova edizione.

## Alcuni registi presentati alla Biennale de l'image en mouvement
Bill Viola, Gary Hill, Steina and Woody Vasulka, Robert Filliou, Chris Marker, Guy Debord, Vito Acconci, William Wegman, Bruce Nauman, Chantal Akerman, Rebecca Horn, Jean-Luc Godard, Andy Warhol, Philippe Garrel, ZAPRUDER filmmakersgroup, Nam June Paik, Laurie Anderson, Artavazd Pelechian, Harun Farocki, Pierre Huyghe, .